# Albert Perrot
Albert Perrot (né le 12 janvier 1898 à Salmaise et mort le 25 juin 1967 à Clichy) était un syndicaliste des PTT. Il dirigea la fédération nationale des travailleurs des PTT-CGT, lors de la réunification syndicale, en 1935. Membre du cabinet de René Belin, sous le régime de Vichy, il fut exclu de toute organisation syndicale, en 1944.

## Repères biographiques
- chef monteur des installations téléphoniques aux PTT, il appartient au Syndicat des Ouvriers des PTT, une des trois organisations qui se rassemblent en 1919, pour constituer la Fédération nationale des travailleurs des PTT, couramment appelée "Fédération postale". Celle-ci adhère à la CGT. En 1920, il est trésorier de son Syndicat.
- En juillet 1934, il succède à Émile Courrière au secrétariat général de la fédération postale CGT.
- lors de la réunification syndicale, qui s'effectue en décembre  1935, Albert Perrot, au 8e congrès de la fédération postale, il  est élu secrétaire général d'une fédération syndicale forte de plus de 58 000 adhérents, pour une population d'environ 150 000 agents travaillant aux PTT. En juin 1936, la "Fédération postale", comme toutes les organisations syndicales de fonctionnaires, soutient activement le mouvement de grève, sans y participer. Elle affirme ainsi son soutien au gouvernement de Front populaire.
- De 1936 à 1938, il fait partie d'un organisme gouvernemental consultatif, le Conseil national économique. Il est également membre suppléant du Conseil supérieur des PTT. Dans le même temps, il collabore au journal Syndicats, créé par René Belin, opposé aux communistes, et de plus en plus distant de Léon Jouhaux.
- En mai 1938, au 9e congrès de la Fédération nationale des travailleurs des PTT il est réélu à la direction de  cette organisation syndicale, qui annonce plus de 100 000 adhérents.
- il cède la direction de la fédération postale, en octobre 1938,  à un de ses camarades de même tendance, Aimé Cougnenc.
- Proche de René Belin, lui aussi ancien syndicaliste aux PTT, devenu Ministre de la Production industrielle et du Travail du gouvernement Pétain, il est appelé par lui pour devenir son Chef de cabinet, durant l'été 1940. Il participe activement à la mise en place de la Charte du Travail. Il collabore au journal L'Atelier, qui regroupe la plupart des syndicalistes ralliés au régime de Vichy
- En 1944, il est "épuré" de son Administration d'origine, les PTT, et exclu de tout syndicalisme.

## Sources
- Jean-Pierre Le Crom, Syndicats, nous voilà ! Vichy et le corporatisme, éditions de l'Atelier, 1995.